# 萊什基夫
50°27′36″N 24°6′10″E / 50.46000°N 24.10278°E
萊什基夫（羅馬化：Leahkiv）是烏克蘭西部的村莊，隸屬利維夫州的舍普季茨基區。該村處於塞貝奇夫卡河畔，面積0.84平方公里，2001年人口343，人口密度每平方公里408.33人。